# 特洛疆尼
特洛疆尼 [trɔˈjanɨ] 是波兰中东部马佐夫舍省沃洛闵县达博瓦社区的一个村庄。 它位于沃洛闵东北部大约 15 km（9 mi）和华沙东北部36 km（22 mi）。
这个村庄共有490人。